# Lütfi Özkök
Lütfi Özkök, född 15 mars 1923 i Istanbul, död  31 oktober 2017 i Stockholm, var en turkisk-svensk fotograf, poet och översättare.

## Biografi
Özkök kom från en krimtatarisk muslimsk släkt från Rumänien. Fadern var fiskhandlare. Han studerade vid universitet i Wien 1943-1944 och sedan i Paris 1949–1950. Han flyttade till Sverige julaftonen 1950 efter att ha gift sig i Paris med Anne-Marie Özkök, född Juhlin 1926. De första 15 åren i Sverige var Özkök anställd vid ett stadsplanekontor, men sedan 1966 var han känd som frilansfotograf med inriktning på porträtt. 
Özkök var i synnerhet känd för sina fotografier av framstående författare, bland dem Nobelpristagarna Miguel Ángel Asturias, Samuel Beckett och Joseph Brodsky. Han gav också ut egna diktsamlingar på svenska och översatte franska och svenska lyriker till turkiska. Özkök finns representerad vid bland annat Nationalmuseum i Stockholm.
Han medverkade också i tv-serien Dubbelsvindlarna 1982.

## Böcker
- Författarporträtt (Nordisk rotogravyr, 1965)
- Nordiska poetporträtt: en fotografisk revy (FIB:s lyrikklubb, 1968)
- Utanför (dikter) (Rabén & Sjögren, 1971)
- İçimizdeki sıla: şiirler (İstanbul, 1978)
- En by i Turkiet (tillsammans med Göran Palm, Gidlund, 1975)
- Vindarnas väg: dikter (Bonnier, 1984)
- Drömmen andas i gräset: samlade dikter (Balder, 2000)
- Lütfi Özkök objektifinden Nobel ödüllü edebiyatçılar (Dünya kitapları, 2006)

## Översättningar till svenska
- Brödet och kärleken: modern turkisk poesi (översatt tillsammans med Lasse Söderberg, Metamorfos, 1953)
- René Char: Må det leva! (översatt tillsammans med Anne-Marie Özkök, FIB:s lyrikklubb, 1974)
- Brödet och kärleken: fem turkiska poeter (valda av Lütfi Özkök och tolkade i samarbete med Artur Lundkvist [m.fl.], FIB:s lyrikklubb, 1976)
- Orhan Veli: Jag lyssnar till Istanbul: dikter (tolkning av Anne-Marie Özkök och Lasse Söderberg/Lütfi Özkök, Ellerström, 1991)

## Översättningar till turkiska
- C̣agdaş İsveç şiiri: (antologi) (dikter av Werner Aspenström, Johannes Edfelt, Lars Forssell, Pär Lagerkvist, Artur Lundkvist) (Yeditepe, 1973)
- Göran Sonnevi: Göran Sonnevi: seçme siirler ve Sonnevi ile yapılan bir konuşma (översatt tillsammans med Yavuz Çekirge, Yeditepe, 1978)
- Karanlıkta aydınlıkta (översatt tillsammans med Yavuz Çekirge, Stockholm: Ada, 1983)
- Peter Curman: Ayak izleri: şiirler (översatt tillsammans med Turhan Kayaoğlu, Cem yayınevi, 1989)
- 1945 sonrasi Isveç şıırı antolojısı (översatt tillsammans med Yüksel Peker, Yapı Kredi Yayıları, 1996)
- Lasse Söderberg: Kardan dü ler: semeiirler (Yapı Kredi Yayınları, 1998) [tvåspråkig utgåva]

## Priser och utmärkelser
- Statens arbetsstipendium 1965–1966 (konstnärsstipendium)
- Svenska Filminstitutets filmpris 1969
- Författarfondens garanterade inkomst (stipendietillägg) från och med 1972
- Immigrantinstitutets förtjänstpris 1994
- Beskowska resestipendiet 1996
- Illis quorum meruere labores i åttonde storleken för ”enastående och stilbildande insatser som fotograf, i synnerhet gestaltningarna av skönlitterära författare” 2002